# 肖拉達福拉山
46°18′19.35″N 9°37′39.91″E / 46.3053750°N 9.6277528°E

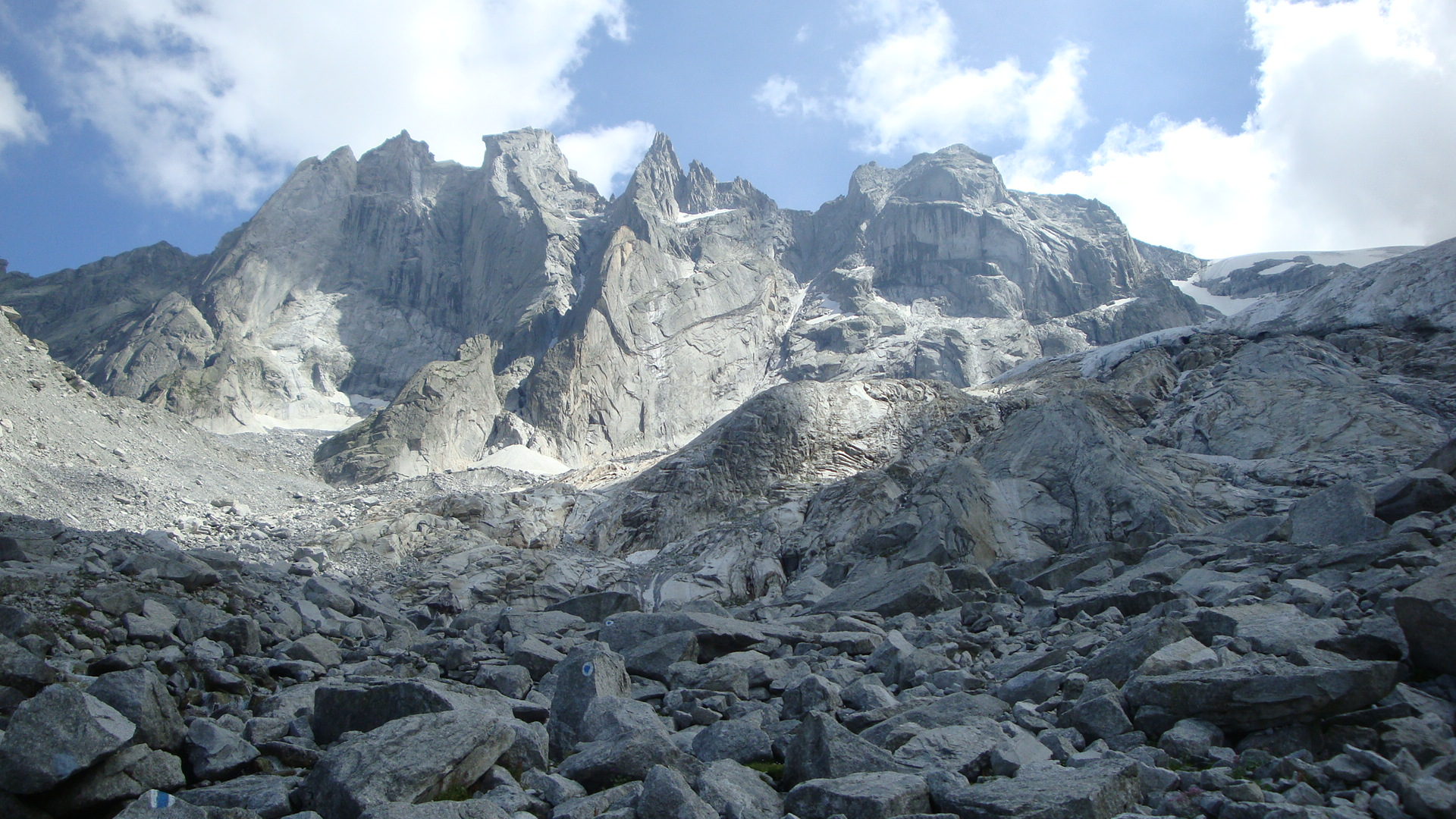

肖拉達福拉山（Sciora Dafora），是瑞士的山峰，位於該國東南部，由格勞賓登州負責管轄，屬於布雷加格利亞山脈的一部分，海拔高度3,169米，每年平均降雨量1,693毫米。